# Think Like a Man Too
Think Like a Man Too (Piensa como hombre 2 en Hispanoamérica) es una película de comedia estadounidense de 2014, dirigida por Tim Story, y secuela de Think Like a Man (2012). Al igual que la anterior película, también está basada en el libro Act Like a Lady, Think Like a Man (Actúa como una dama, piensa como un hombre), de Steve Harvey. La película fue estrenada el 20 de junio de 2014. El guion fue escrito por David A. Newman y Keith Merryman. El elenco completo de la primera película repitió sus papeles.

## Reparto
- Kevin Hart como Cedric Ward.
- Regina Hall como Candace Hall.
- Michael Ealy como Dominic.
- Jerry Ferrara como Jeremy Kern.
- Meagan Good como Mya.
- Taraji P. Henson como Lauren Harris.
- Dennis Haysbert como el tío Eddie.
- Gabrielle Union como Kristen Kern.
- Terrence J como Michael Hanover.
- Jenifer Lewis como Loretta.
- Romany Malco como Zeke.
- Wendi McLendon-Covey como Tish.
- Gary Owen como Bennett.
- David Walton como Terrell.
- Adam Brody como Isaac.
- La La Anthony como Sonia.
- Jim Piddock como Declan.
- Wendy Williams como Gail Ward.
- Kelsey Grammer como Lee Fox.
- Cheryl Hines como Andrea.
- Luenell como la tía Winnie Hall.
- Janina Gavankar como Vanessa.
- Carl Weathers como el señor Davenport.
- Floyd Mayweather, Jr. como él mismo.
- Nicole "Coco" Austin como Coco.
- Drake como él mismo.

- Datos: Q13522857